# Оливейра-ду-Ошпитал
Оливейра-ду-Ошпитал (порт. Oliveira do Hospital; [oli'vɐiɾɐ du ɔʃpi'taɫ]) — город в Португалии, центр одноимённого муниципалитета в составе округа Коимбра. Численность населения — 4,4 тыс. жителей (город), 22,1 тыс. жителей (муниципалитет). Город и муниципалитет входит в экономико-статистический регион Центр и субрегион Пиньял-Интериор-Норте. По старому административному делению входил в провинцию Бейра-Литорал.
Праздник города — 7 октября.

## Расположение
Город расположен в 50 км на северо-восток от адм. центра округа города Коимбра.
Муниципалитет граничит:
- на севере — муниципалитет Нелаш
- на востоке — муниципалитет Сейя
- на юге — муниципалитет Арганил
- на западе — муниципалитет Табуа
- на северо-западе — муниципалитет Каррегал-ду-Сал

## Население
| Население муниципалитета Оливейра-ду-Ошпитал (1801—2004) | Население муниципалитета Оливейра-ду-Ошпитал (1801—2004) | Население муниципалитета Оливейра-ду-Ошпитал (1801—2004) | Население муниципалитета Оливейра-ду-Ошпитал (1801—2004) | Население муниципалитета Оливейра-ду-Ошпитал (1801—2004) | Население муниципалитета Оливейра-ду-Ошпитал (1801—2004) | Население муниципалитета Оливейра-ду-Ошпитал (1801—2004) | Население муниципалитета Оливейра-ду-Ошпитал (1801—2004) | Население муниципалитета Оливейра-ду-Ошпитал (1801—2004) |
| -------------------------------------------------------- | -------------------------------------------------------- | -------------------------------------------------------- | -------------------------------------------------------- | -------------------------------------------------------- | -------------------------------------------------------- | -------------------------------------------------------- | -------------------------------------------------------- | -------------------------------------------------------- |
| 1801                                                     | 1849                                                     | 1900                                                     | 1930                                                     | 1960                                                     | 1981                                                     | 1991                                                     | 2001                                                     | 2004                                                     |
| 727                                                      | 9616                                                     | 27 324                                                   | 26 030                                                   | 26 287                                                   | 23 554                                                   | 22 584                                                   | 22 112                                                   | 21 901                                                   |

## История
Город основан в 1514 году.

## Районы
В муниципалитет входят следующие районы:
1. Алдейя-даш-Деш
2. Алвоку-даш-Варзеаш
3. Аво
4. Бобадела
5. Эрведал
6. Лагареш-да-Бейра
7. Лагуш-да-Бейра
8. Лажеоза
9. Лороза
10. Меруже
11. Ногейра-ду-Краву
12. Оливейра-ду-Ошпитал
13. Пеналва-де-Алва
14. Санта-Овайа
15. Сейшу-да-Бейра
16. Сан-Жиан
17. Сан-Пайю-де-Грамасуш
18. Сан-Себаштиан-да-Фейра
19. Траванка-де-Лагуш
20. Вила-Франка-да-Бейра
21. Вила-Пока-да-Бейра